# Susi Susanti
Susi Susanti, parfois écrit Susy Susanti, de son nom complet Lucia Francisca Susi Susanti (en chinois simplifié : 王蓮香), est une ancienne joueuse indonésienne de badminton qui dominait le simple dames dans la première moitié des années 1990. Elle a été championne olympique, championne du monde, a gagné de nombreux tournois du circuit mondial ainsi que plusieurs compétitions majeures par équipes (Uber Cup et Sudirman Cup). Relativement petite (1,61 m), elle combinait mouvements rapides et gracieux avec une technique d’exécution des coups élégante.
Susi Susanti est entrée en 2004 au Hall of Fame du badminton (en).

## Carrière

### Jeux olympiques
En 1992, Susi Susanti devient la première championne olympique de badminton en simple dames à Barcelone, ce sport y étant discipline olympique pour la première fois. Elle bat en finale la sud-coréenne Bang Soo-hyun. Quatre ans plus tard à Atlanta, elle perd en demi-finale contre cette même sud-coréenne puis décroche finalement la médaille de bronze en battant une autre sud-coréenne, Kim Ji-hyun.

### Grands championnats

#### Championnats du monde
En 1991 à Copenhague, Susi Susanti est médaillée de bronze après sa défaite en demi-finale contre la chinoise Tang Jiuhong. Deux ans plus tard en 1993 à Birmingham, elle est sacrée championne du monde après sa victoire en finale contre la sud-coréenne Bang Soo-hyun, celle-là même qu'elle avait battu un an plus tôt en finale des Jeux olympiques à Barcelone. En 1995, elle échoue une nouvelle fois aux portes de la finale en s'inclinant en demi-finale contre la chinoise Ye Zhaoying et décroche ainsi une seconde médaille de bronze.

#### Jeux Asiatiques
En 1990 à Pékin, elle décroche la médaille de bronze en individuel et celle d'argent par équipes. Elle réitère cette performance, en individuel comme par équipes, 4 ans plus tard lors des Jeux asiatiques de 1994 à Hiroshima au Japon.

#### Jeux d'Asie du Sud-Est
Susi Susanti a remporté le titre en simples dames aux Jeux d'Asie du Sud-Est en 1989, 1991 et 1995.

### Par équipes
Susi Susanti a fait partie de l'équipe indonésienne victorieuse de l'Uber Cup en 1994 et en 1996. Elle a également décroché l'argent en 1998.
Concernant la Sudirman Cup, le championnat du monde par équipes mixtes de badminton, elle a remporté avec son équipe l'édition de 1989 et a décroché l'argent en 1991, 1993 et 1995.

### Tournois
| Année | Compétition          | Résultat  |
| ----- | -------------------- | --------- |
| 1989  | Open d'Indonésie     | Vainqueur |
| 1989  | World Cup            | Vainqueur |
| 1989  | Open d'Angleterre    | Finaliste |
| 1990  | Open d'Angleterre    | Vainqueur |
| 1990  | Open d'Australie     | Vainqueur |
| 1991  | Open du Danemark     | Vainqueur |
| 1991  | Open d'Indonésie     | Vainqueur |
| 1991  | Open d'Angleterre    | Vainqueur |
| 1991  | Open de Taïwan       | Vainqueur |
| 1991  | Open de Thaïlande    | Vainqueur |
| 1991  | Open de Suède        | Vainqueur |
| 1992  | Open du Danemark     | Vainqueur |
| 1992  | Open de Thaïlande    | Vainqueur |
| 1992  | Open du Japon        | Vainqueur |
| 1992  | Open de Hong Kong    | Finaliste |
| 1992  | Open d'Allemagne     | Vainqueur |
| 1993  | Open d'Angleterre    | Vainqueur |
| 1993  | Open de Malaisie     | Vainqueur |
| 1993  | Open d'Allemagne     | Vainqueur |
| 1993  | World Cup            | Vainqueur |
| 1993  | Open d'Indonésie     | Finaliste |
| 1993  | Open des Pays-Bas    | Vainqueur |
| 1993  | Open de Thaïlande    | Vainqueur |
| 1994  | Open de Malaisie     | Vainqueur |
| 1994  | World Cup            | Vainqueur |
| 1994  | Open d'Indonésie     | Vainqueur |
| 1994  | Open de Thaïlande    | Vainqueur |
| 1994  | Open d'Angleterre    | Vainqueur |
| 1994  | Open du Japon        | Vainqueur |
| 1994  | Open de Taïwan       | Vainqueur |
| 1995  | Open de Chine        | 3e        |
| 1995  | Open du Japon        | Vainqueur |
| 1995  | Open de Malaisie     | Vainqueur |
| 1995  | Open de Corée du Sud | Vainqueur |
| 1995  | Open d'Indonésie     | Vainqueur |
| 1996  | Open de Taïwan       | Vainqueur |
| 1996  | Open du Japon        | Finaliste |
| 1996  | Open d'Indonésie     | Vainqueur |
| 1996  | World Cup            | Vainqueur |
| 1997  | World Cup            | Vainqueur |
| 1997  | Open d'Indonésie     | Vainqueur |
| 1997  | Open de Suisse       | 3e        |
| 1997  | Open du Viêt Nam     | Vainqueur |
| 1997  | Open de Malaisie     | Vainqueur |

## Vie privée
En 1997, elle épouse l'indonésien Alan Budikusuma, champion olympique de badminton en 1992, comme elle. Ils ont eu trois enfants : Laurencia Averina (1999), Albertus Edward (2000), et Sebastianus Frederick (2003).